# Duch w dom
Duch w dom – polski serial komediowy, który był nadawany przez stację TVP1 od 5 kwietnia do 26 maja 2010.
Premierowy odcinek ukazał się w Poniedziałek Wielkanocny o 20:20, kolejne odcinki emitowane miały być od 14 kwietnia co środę o 20:25. Z uwagi na katastrofę smoleńską dalsza emisja była kontynuowana od 28 kwietnia 2010, a w dwóch ostatnich tygodniach emisji pokazywano po dwa odcinki. Serial w reżyserii Macieja Dutkiewicza i Michała Kwiecińskiego został wyprodukowany przez Akson Studio.

## Opis fabuły
Serial opowiada o rodzinie zamieszkującej nawiedzony dom. Jednak duchy słyszy i widzi jedynie najstarsza osoba w domu, czyli babcia Ola (Marta Lipińska), której nikt nie wierzy.

## Obsada
- Marta Lipińska – jako babcia Ola
- Piotr Gąsowski – jako Leszek
- Agnieszka Pilaszewska – jako Beata
- Gabriela Pietrucha – jako Julia
- Aleksandra Betańska – jako Kaśka
- Michał Bonisławski – jako Kacper
- Anna Romantowska – jako duch teściowej Heleny
- Piotr Fronczewski – jako duch teścia Jerzego
- Andrzej Grabowski – jako Kazimierz, sąsiad Beaty i Leszka
- Bartek Kasprzykowski – jako dentysta, sąsiad Beaty i Leszka
- Jakub Przebindowski – jako sklepikarz Stefan
- Magdalena Stużyńska – jako żona gangstera Kazimierza
- Aleksandra Kisio – jako żona dentysty
- Witold Dębicki – jako perkusista, kolega z pracy Leszka
- Beata Ścibakówna – jako polonistka, koleżanka Beaty
- Katarzyna Ankudowicz – jako wuefistka, koleżanka Beaty
- Marta Juras – jako Ania

W epizodycznych rolach:
- Jan Aleksandrowicz-Krasko – jako kryminalista
- Dominik Bąk – jako brat panny młodej
- Wojciech Biedroń – jako ojciec panny młodej
- Wojciech Duryasz – jako Roman, kolega babci Oli
- Maciej Gąsiorek – jako śmieciarz
- Agnieszka Judycka – jako nauczycielka Julii
- Tomasz Kozłowicz – jako kolega Jerzego
- Małgorzata Kożuchowska – jako Grażyna
- Mariusz Krzemiński – jako listonosz
- Roksana Krzemińska – jako żona właściciela samochodu
- Bogusław Kudłek – jako policjant
- Teresa Lipowska – jako Krysia, koleżanka babci Oli
- Jerzy Łazewski – jako policjant z drogówki
- Michał Meyer – jako klient w restauracji
- Stanisław Mikulski – jako Grzegorz, przyjaciel babci Oli
- Andrzej Precigs – jako Kozłowski
- Piotr Rogucki – jako duch
- Michał Rolnicki – jako właściciel samochodu
- Małgorzata Sadowska – jako Kowalska
- Przemysław Sadowski – jako Jurek
- Piotr Siejka – jako Kowalski
- Grzegorz Sierzputowski – jako krytyk teatralny
- Przemysław Stippa – jako krytyk kulinarny
- Andrzej Szopa – jako ojciec panny młodej

i inni

## Spis odcinków
1. Bombowa impreza – 5.04.2010
2. Lek na depresję – 28.04.2010
3. Karty przetargowe – 5.05.2010
4. Dobra inwestycja – 12.05.2010
5. Kobiece emocje – 19.05.2010
6. Szczerość w rodzinie – 19.05.2010
7. Rodzinny samochód – 26.05.2010
8. Włoskie klimaty – 26.05.2010